# Ernst Wigforss
Ernst Johannes Wigforss est un homme politique suédois né le 24 janvier 1881 à Halmstad et mort le 2 janvier 1977 à Stora Hult, près de Båstad.

## Biographie
Il est issu d'une famille de petits artisans.
Après une formation de linguiste à l'université de Lund, Ernst Wigforss devient professeur de suédois et de latin dans un lycée de Göteborg. Il s'engage en politique au sein du Parti social-démocrate suédois. Il est élu député à partir de 1919 puis exerce la fonction de ministre des Finances de son pays à trois reprises (1925-1926, 1932-1936 et 1936-1949).
Comme ministre des Finances, Ernst Wigforss a mené une politique économique d'inspiration keynésienne. Il a également joué un rôle important dans l'évolution de la doctrine de son parti, contribuant à la transformation de celui-ci en mouvement politique réformiste.
Ernst Wigforss a rédigé ses mémoires en trois volumes entre 1950 et 1954.
Selon des révélations (2009) du quotidien Dagens Nyheter, Ernst Wigforss aurait approuvé, en avril 1941, l'octroi de crédits importants par une banque privée suédoise aux chantiers navals de l'Allemagne nazie. Jusque-là, il apparaissait comme l'un des adversaires les plus résolus de toute concession à Adolf Hitler, par exemple à l'occasion du transit de la division allemande Engelbrecht de la Norvège à la Finlande via la Suède, pour rejoindre le front soviétique au cours de l'été 1941.